# Афонина, Ирина Петровна
Ирина Петровна Афонина (род. 9 января 1973) — российская самбистка и дзюдоистка, чемпионка и призёр чемпионатов России по самбо и дзюдо, чемпионка Европы по самбо, чемпионка и призёр чемпионатов мира по самбо, мастер спорта России международного класса по дзюдо, Заслуженный мастер спорта России по самбо (4/10/2001), тренер, кандидат наук. Завершила выступления. Живёт в Туле. Работает тренером-преподавателем по дзюдо и самбо ДЮСШ «Юность».
Выпускница Тульского государственного университета 1995 года по специальности «инженер-механик». Кандидат педагогических наук (2012), доцент (2016). Автор 48 научных статей, 4 учебных пособий, 2 монографий и одного учебного пособия по педагогике. 

## Спортивные результаты
- Чемпионат России по дзюдо 1992 — ;
- Чемпионат России по дзюдо 1993 — ;
- Чемпионат России по дзюдо 1995 — ;
- Чемпионат России по дзюдо 1996 — ;
- Чемпионат России по дзюдо 1998 — ;
- Чемпионат России по дзюдо 1999 — ;
- Чемпионат России по дзюдо 2000 — ;
- Чемпионат России по дзюдо 2001 — ;